# .sl
Pour les articles homonymes, voir SL.
.sl est le domaine de premier niveau national réservé au Sierra Leone. Il est introduit le  9 mai 1997 et est exploité par l'entreprise de télécommunications Sierra Tel et le National Telecommunication Committee.

## Propriétés
Les domaines peuvent être enregistrés depuis 2008, date à laquelle l'organisation AFcom, basée à Freetown, a officiellement commencé ses opérations. Au total, un domaine .sl peut comporter entre quatre et 63 caractères et ne contenir que des caractères alphanumériques. Il n'est pas nécessaire d'être résident ou d'avoir un bureau en Sierra Leone pour enregistrer un domaine .sl.

## Domaines de second niveau
Le domaine de premier niveau .sl est divisé en cinq domaines de second niveau :
- .com.sl – Entités commerciales, par exemple des sociétés
- .net.sl – Entités commerciales liées au réseautage (telles que les FAI, les câblodistributeurs, etc.)
- .org.sl – Organisations caritatives et à but non lucratif
- .edu.sl – Établissements d'enseignement enregistrés en Sierra Leone
- .gov.sl – Entités gouvernementales de l'État et locales (nécessite une lettre d'autorisation du bureau du ministre de l'information local)